# Madhya Pradesh
Madhya Pradesh (hindi मध्य प्रदेश, trb.: Madhja Pradeś, trl.: Madhya Pradeś; ang. Madhya Pradesh) – stan w środkowych Indiach, który był największym stanem indyjskim do 1 listopada 2000 r., kiedy to został wydzielony z jego terytorium nowy stan Chhattisgarh. Madhya Pradesh graniczy ze stanami Uttar Pradesh, Chhattisgarh, Maharashtra, Gujarat i Radżastan.

## Gospodarka
Jest to stan o dominującej roli rolnictwa w gospodarce, występują tu czarne ziemie o podłożu wulkanicznym. Uprawia się: bawełnę (co sprawiło, że w regionie rozwinął się przemysł tekstylny), a także pszenicę, trzcinę cukrową, soję, ryż. Występuje też drobne rzemiosło i słabo rozwinięty przemysł maszynowy i samochodowy.

## Podział administracyjny
Madhja Pradeś dzieli się na następujące dystrykty:
Dystrykty Bhopal:
- Betul
- Bhopal
- Harda
- Hoshangabad
- Raisen
- Rajgarh
- Sehore
- Vidisha

Dystrykty Gwalior:
- Ashoknagar
- Datia
- Guna
- Gwalior
- Shivpuri

Dystrykty Chambal:
- Bhind
- Morena
- Sheopur

Dystrykty Indore:
- Barwani
- Burhanpur
- Dhar
- Indore
- Jhabua
- Khandwa (Wschodni Nimar)
- Khargone (Zachodni Nimar)

Dystrykty Jabalpur:
- Balaghat
- Chhindwara
- Dindori
- Jabalpur
- Katni
- Mandla
- Narsinghpur
- Seoni

Dystrykty Rewa:
- Anuppur
- Rewa
- Satna
- Shahdol
- Sidhi
- Umaria

Dystrykty Sagar:
- Chhatarpur
- Damoh District
- Panna District
- Sagar District
- Tikamgarh District

Dystrykty Ujjain:
- Dewas
- Mandsaur
- Neemuch
- Ratlam
- Shajapur
- Ujjain